# Kozo Tashima
Kozo Tashima (japanska: 田嶋 幸三?, Tashima Kōzō), född 21 november 1957 i Kumamoto prefektur, Japan, är en japansk tidigare fotbollsspelare.